# Tour de Flandes 1952
El Tour de Flandes 1952, la 36.ª edición de esta clásica ciclista belga. Se disputó el 6 de abril de 1952.
El ganador fue el belga Roger Decock, que se impuso al esprint a sus dos compañeros de fuga en la llegada a Wetteren. El italiano Loretto Petrucci y el belga Briek Schotte acabaron segundo y tercero respectivamente. 
Se inscribieron 210 corredores, de los cuales acabaron 43.

## Clasificación General
| Posición | Ciclista         | Equipo              | Tiempo     |
| -------- | ---------------- | ------------------- | ---------- |
| 1        | Roger Decock     | Bertin-d'Alessandro | 7h 27' 00" |
| 2        | Loretto Petrucci | Bianchi-Pirelli     | m. t.      |
| 3        | Briek Schotte    | Alcyon-Dunlop       | m. t.      |
| 4        | Wim van Est      | Garin-Wolber        | + 15"      |
| 5        | Attilio Redolfi  | Mercier-Leducq      | + 23"      |
| 6        | Louison Bobet    | Stella-Huret-Dunlop | + 1' 17"   |
| 7        | Désiré Keteleer  | Garin-Wolber        | + 1' 53"   |
| 8        | Valère Ollivier  | Bertin-d'Alessandro | + 2' 17"   |
| 9        | Jacques Dupont   | Dilecta-Wolber      | + 2' 25"   |
| 10       | Lode Anthonis    | Terrot-Hutchinson   | + 11' 04"  |